# Ban xuất huyết
Ban xuất huyết là hiện tượng thoát mạch của hồng cầu vào tổ chức dưới da, dưới niêm mạc. Nó xảy ra một cách tự phát và biến mất trong vài ngày thường không để lại di chứng.

## Đặc điểm
Ban xuất huyết mang lại các chấm và nốt xuất huyết, vết và lằn xuất huyết hay mảng xuất huyết.. Ban xuất huyết đo được từ 0,3–1 cm (3–10 mm), trong khi chấm xuất huyết đo được ít hơn 3 mm, và bầm máu lớn hơn hơn 1 cm. Ban thường xảy ra tự phát ở bất cứ nơi nào trên cơ thể, thường là chi dưới với các chấm xuất huyết có màu sắc thay đổi từ màu đỏ đến xanh tím, xanh lục, rồi sang vàng.

## Nguyên nhân
Nguyên nhân chính là do tổn thương thành mạch, rối loạn tiểu cầu hoặc thông thường là giảm số lượng tiểu cầu (tỷ lệ tiểu cầu là ít hơn 50.000/mm3) xuất phát từ  viêm mạch hoặc thiếu hụt dinh dưỡng của vitamin C. Ngoài ra, hiếm gặp hơn là bệnh lý rối loạn chức năng tiểu cầu.

## Cơ chế
Ban xuất huyết có hai cơ chế xuất hiện.
Đầu tiên là về huyết học, liên quan đến vấn đề đông máu (kết hợp với tiểu cầu) do rối loạn tiểu cầu, giảm tiểu cầu chính, giảm tiểu cầu thứ phát, rối loạn mạch máu, vỡ vi mạch máu do tuổi già, cao huyết áp. Và các rối loạn máu đông máu như đông máu rải rác trong lòng mạch (đông máu rải rác nội mạch, DIC)
Cơ chế thứ hai là sự suy yếu của thành mạch máu chẳng hạn như viêm mạch, dẫn đến hiện tượng thấm máu do thiếu hụt vitamin C, các khiếm khuyết gây ra bởi sự suy yếu của các tế bào thành mạch và tổng hợp collagen.